# 震盪波 (變形金剛)

變形金剛3中的震荡波

震荡波（英語：Shockwave）是變形金剛系列中的其中一名角色。通常是狂派(Decepticon)成員，在一些作品中具有科學家的身分。外觀特徵上，通常以紫色為主要配色，其中一隻手是槍炮而非手掌，臉上只有一顆位於臉部中央的獨眼、沒有其他表情或臉部器官。通常是狂派的核心成員之一，和密卡登(Megatron)、天王星(Starscream)、音波(Soundwave)並列。

## 電視動畫

### G1動畫
在G1動畫中，震盪波是狂派的軍事行動指揮官，變形成一把賽博坦(Cybertron)雷射槍，火力強大。就像密卡登變形成的手槍一樣，當震盪波變形成槍械時，會縮小到讓其他變形金剛可以使用的尺寸。由柯瑞‧巴頓(Correy Burton)聲演，和博派成員大漢(Brawn)、太陽紋(Sunstreaker)、鈦師傅(Alpha Trion)、迪恩(Dion)、博派的人類盟友史派克‧維特維奇(Spike Witwicky)、共用同一名配音演員。
震荡波在汽车人(Autobot)与霸天虎坠毁在地球上的四百万年間無怨無悔的留守在賽博坦上，是威震天最忠心的部下，也是霸天虎的第四号人物，曾經與天王星合作擊退戰車隊(Combaticon)，也曾活捉機器恐龍(Dinobots)並把他們當作奴隸。在2005年大戰中，震荡波帶著沖锋(Thrust)、罗查、挽歌(Dirge)和其他狂派戰士去對抗正在摧毀賽博坦的宇宙大帝(Unicron)，最後被尤尼克隆的雷射射成兩半而亡。

### 變形金剛進化版(Transformers: Animated)
此版本為潛藏在博派中的狂派間諜，其博派身分是是精英衛隊(Elire Gaurd)的情報長官長臂至尊(Longarm Prime)，真實身分是狂派的潛入謀報兵。一開始偽裝成其中一名菁英衛隊學院的學員，在訓練期間藉由大黃蜂(Bumblebee)讓胡蜂(Waspnator)背黑鍋。在狂派和博派即將進行激戰時，因真實身分將被發現，所以將前來匯報訊息的急先鋒(Blurr)用計化成廢鐵。又趁機偷襲博派最高總司令官馬格斯(Ultra Magnus)，奪走其權力象徵的風暴大鎚。最後在地球被柯博文等人擊敗、並被逮捕回到賽博坦。
其造型類似G1動畫中的版本，但更為纖細瘦長，且兩隻手都是三根爪子構成的手掌，並且有變色的能力，真實型態是紫色，但偽裝成長臂時則是灰色。由G1動畫中的配音演員柯瑞‧巴頓再次聲演，和飛輪(Ratchat)、密卡登、鐵皮(Ironhide)、人類超級反派「巨象」賽拉斯(Cyrus 'Colossus' Rhodes)、史派克‧維特維奇(在此版本中只是一名路人)共用同一名配音員。

### 變形金剛：領袖之證(Transformers: Prime)
在2010年播放到2013年的《變形金剛：領袖之證》中，震盪波最早在43集出場於雅希(Arcee)的回憶中，在三年前當雅希跟跳崖者(Cliffjumper)準備從自己看守的太空橋前往地球時，他上前追殺卻遭雅希射擊打中眼睛，並在通道中消失、留下震盪波在賽博坦以瞎眼的狀態苟延殘喘，而得知震盪波情況的天王星也未通報密卡登此事、因而讓他被獨自拋棄在賽博坦，為了這件事而一直和天王星不對盤，直到第三季、53集時才帶著巨猙獰和其他掠獸金剛登場、和其他狂派會合。在最終戰時沒有直接參與戰鬥(只是攻擊過飛輪和煙幕)，在見證了密卡登的死亡後強行帶走失控的天王星並下落不明。
本作中的震盪波造型接近G1動畫、電動遊戲《變形金剛：賽博坦殞落》（Transformers：Fall of Cybertron）和真人電影的混合體，以紫色為主，有一顆紅色獨眼、左手為一隻帶有連接管的重砲，在狂派中平時負責看守太空橋和拷問俘虜，主要工作是科學家，個性極度講求邏輯、理性、效率，是狂派的副指揮及第一把交椅。裝甲特別厚實，可以輕鬆承受大部分博派成員的槍炮火力，載具型態是一架賽博坦坦克。英文版由大衛‧蘇洛波夫(David Sobolov)聲演，日語版則由三宅健太配音。

### 變形金剛：Cyberverse
在2018年播映到2021年的《變形金剛：Cyberverse》中，震盪波的造型類似G1動畫，但是配合本作美術風格而有所誇張化。身體以紫色為主，有一顆黃色的光學鏡，左手為一把槍砲，身體以紫色為主，變形成一隻類似蠍子的四足機械生物，並有許多縮小複製版的機械動物，可作為監聽和監視用途。狂派中的科學家，承襲了個性講求邏輯而不太情緒的特徵，和情報官音波明爭暗鬥，但忠誠度不如音波，曾表示過如果判斷密卡登的指揮效率低落，自己便會取而代之。在本作中由萊恩‧安迪斯(Ryan Andes)聲演，和鋼鎖(Grimlock)、鐵堡(Iaconus)共用同一名配音員。
在本作第三季初，在密卡登的命令下，用自我犧牲的方式汙染火種源(Allspark)，不過效果之後被同樣自我犧牲的黃豹(Cheetor)抵銷，成為本作的狂派四名核心成員中第一個真正死去的，考慮到天王星在第二季早期的死亡是詐死。

### 變形金剛：賽博坦大戰三部曲（Transformers: War for Cybertron Trilogy）
在2020年由Netflix製作的《變形金剛：賽博坦大戰三部曲》中，震盪波的定位更接近G1中的版本，造型幾乎完全相似、角色也是狂派中的科學家，雖然在動畫中沒有變形過，不過根據孩之寶配合動畫發售的無敵戰將級(Leader Class)玩具判斷，其變形型態是一艘造型酷似其在G1動畫中的雷射槍型態上下顛倒的賽博坦太空船，並可經由機器人型態的外掛裝甲變成更大型的太空船。由   陶德‧哈伯科(Todd Hanerkorn)聲演。

### 變形金剛：地球火種(Transfromers: Earthspark)[6]
在2022年的新系列中，博派和狂派的戰爭已經隨著密卡登放棄他原有的方式實現目標而結束，部分無法接受狂派持續躲藏在地球。在第一季第十六集「Warzone」中揭露，在密卡登剛反叛的時候，狂派成功持有火種源、而震盪波計畫用火種源建立一支源生體大軍征服賽博坦和地球，因此便和前來奪取火種源的密卡登發生衝突，並怒斥密卡登為叛徒，並且被密卡登推進一個靜置艙裡並停滯數十年。在甦醒後，再次和密卡登發生衝突，最後被用他自己的靜滯槍靜滯、繼天王星、音波之後也被關進G.H.O.S.T的牢房中。
本作中的震盪波形象大致和變形金剛：Cyberverse接近，紫色的主色、黃色單眼，左手是一隻可當成鉤爪使用的雷射炮，變形型態為一座四足自走砲。

## 真人電影系列

### 變形金剛3(Transformers: Dark of the Moon)
在於2007年和2009年上映的前兩部電影中未出場，直到2011年的《變形金剛3》才出場。造型和G1有些不同，整體配色以銀色為主色，不過仍然維持獨眼、有一隻手是槍炮而非手掌的造型。由法蘭克‧威爾克(Frank Welker)聲演，和聲波共用同一名配音員。
在本片中震荡波擔任霸天虎的主將，可變形成一台賽博坦戰車，戲份很大。在一萬年前密卡登冰封在北極時固守在賽博坦，並和其餘狂派至尊、金剛不斷與汽车人作戰。鑽洞獸為其寵物，它受震盪波的命令到處破壞芝加哥，當鑽洞獸被柯博文(Optimus Prime)撞殺頭部時，震盪波一炮打壞柯博文的噴射翼，在最終之戰被柯博文扯斷連接眼睛的線而死去。由於就是震盪波先前殺死柯博文的愛人艾莉塔（於Transformers3 ： Rising Storm Defiance提及），所以柯博文殺死震盪波時極為殘忍。

### 大黃蜂(Bumblebee)
在2018年的重啟電影《大黃蜂》中，在開場的賽博坦大戰畫面出現了此重啟版本的震盪波，造型貼近其G1造型。雖然在電影中沒有變形，但是其玩具顯示其變形為一輛賽博坦坦克。

## 漫畫

### 鋼鐵之心
鋼鐵之心漫畫中，震荡波可變形為一艘蒸氣鐵甲艦，並有水中行動能力。

### IDW漫畫

#### G1(2005~2019)
在由IDW出版2005~2019的漫畫中，震盪波的角色在劇情中極為吃重。
原元老院參議員，經常變換塗裝，聲稱是「為了讓世人記住他的美貌」。經常為低下階層反抗元老院，並且組件了一間學院，召集了一些身懷特殊能力的賽博坦人，像是可以使電子裝備短路的德慕斯(Damus)、超級學習者剎車(Skids)、念力控制者充電器(Windcharger)等等，也是奧萊恩‧派克斯(Orian Pax)的好友，後被元老院以「組建異能者軍隊」為罪名施以俱五刑和腦改造，變得毫無感情並只以邏輯思考，後因為「元老院行為不合邏輯」而加入狂派反抗元老院。
在狂派中的位置依舊是類似科學家，為解決戰爭造成的資源問題而在各個星球實驗孕育十三種礦石，也曾為模擬超級火種而創造出三個第六階段執行人(Phase Sixers)─霸王(Overlord)、六面獸(Sixshot)、黑影(Black Shodow)。利用其導師哲哈薩斯(jhiaxus)留下的資料開發出合體金剛，並讓建造派(Constructicon)組合成蹂躪者(Devastator)。在聯刊「暗流湧動」中意圖把整個重塑成一個「零損耗」的全新宇宙，卻意外恢復感情，最後為阻止宇宙重塑身亡，但後來得知其是回到過去，並一手策劃了更龐雜的滅世計畫、殺害並取代了其中掠獸至尊(Onyx Prime)、並培育了密卡托納斯(Megatronus)的崛起、甚至編造了讓天王星誤以為自己是天選之人的預言等等。